# غيرونيمو ديلجاديلو
غيرونيمو ديلجاديلو (بالإسبانية: Gerónimo Delgadillo)‏ هو مبارز بالسيف مكسيكي، ولد في 15 يونيو 1900 في Ameca, Jalisco ‏ في المكسيك، وتوفي في 3 يناير 1960 في مدينة مكسيكو في المكسيك.

## وصلات خارجية
- غيرونيمو ديلجاديلو على موقع أوليمبيديا (الإنجليزية)